# Im Glanz der Sonne
Im Glanz der Sonne (Originaltitel The Power of One) ist ein Gesellschaftsdrama mit politischer Aussage nach dem Roman The Power of One von Bryce Courtenay. Der Film ist eine Co-Produktion zwischen Frankreich, Deutschland und den USA aus dem Jahr 1992. Regie führte John G. Avildsen, das Drehbuch stammt von Robert Mark Kamen.

## Handlung
Der Film spielt in Südafrika in den 30er Jahren. Der kleine P. K., ein immigrierter Halbwaise, gehört als Engländer einer Minderheit des Landes an. Sein Vater, ein Farmer, starb in der afrikanischen Wildnis. Gemeinsam mit seiner Mutter wächst P. K. mit seiner Amme aus dem Volk der Zulu auf, die ihn ihre Kultur und Sprache lehrt.
P. K.s Mutter stirbt und er kommt in einem Internat unter, in welchem er wegen seiner englischen Herkunft gehänselt und verprügelt wird, bis er zum Bettnässer wird.
Im Internierungslager trifft P. K. auf den Exildeutschen „Doc“ (Armin Mueller-Stahl), einen Komponisten und Kakteenfreund, der ihn unter seine Fittiche nimmt und weiter unterrichtet. Außerdem schließt P.K. Freundschaft mit dem Sträfling Geel Piet, einem Boxer, der ihn das Boxen lehrt. Schnell wird klar, dass P. K. ein einzigartiges Boxtalent besitzt, und Geel Piet macht sich auf, Legenden über einen weißen Mann, den „Regenmacher“, zu verbreiten, der die Völker einst vereinen wird.
Das Ende des Krieges rückt näher. Der deutsche Professor wird entlassen, Geel Piet wird im Gefängnis von einem Wärter zu Tode geprügelt. P. K., mittlerweile zu einem jungen Mann herangewachsen, findet sich in einem englischen Internat wieder. Dort ist er unter „seinesgleichen“, die Vergangenheit längst verdrängt. Er boxt und siegt, ist unter den  Mitschülern ein kleiner Held im Ring. Doch die Vergangenheit holt ihn wieder ein, als er sich in eine Boxschule einschreibt, die sich gegen das Gesetz des Landes stellt und öffentlich propagiert, dass alle Rassen hier boxen dürfen. Der Leiter arrangiert für P. K. einen Kampf in Alexandria, einem von der Apartheid gezeichneten Dorf, mit einem schwarzen Boxer namens Gideon.
P. K. verliebt sich in Maria, die Tochter eines Erzkonservativen der höheren Schicht. Als ihr Vater davon erfährt, verbietet er ihr, P. K. weiter zu sehen. Doch Maria wagt mit P. K. die heimliche Flucht nach Alexandria, wo sie dem Boxkampf beiwohnt. Sie ist erschreckt von der Armut, gleichzeitig aber auch fasziniert von dem innigen Zusammenhalt der Zulu-Gemeinschaft. P. K. gewinnt den Boxkampf, und Gideon schreitet schnell gegen die aufgebrachte Masse ein – P. K. sei der „Regenmacher“. Die Menge feiert, während P. K. ahnt, welches Schicksal auf ihn zukommen könnte.
Die Boxschule wird von den weißen Rassisten niedergebrannt und der Schulleiter verhaftet. Zusammen mit Maria eröffnet P. K. auf Drängen von Gideon und dessen Frau ein geheimes Klassenzimmer in einer Kirche. Sie halten ein paar Sitzungen ab, um den Schwarzen das Lesen und Schreiben beizubringen. Die Machthaber entdecken das Versteck und brechen in das Gebäude ein. Als Maria sich in die Kämpfe einmischt, wird sie getötet.
P. K. fällt in ein tiefes Loch und lässt sich nur schwer wieder aufrichten. Er plant, nach England zurückzukehren, um sein Stipendium zu nutzen. Doch Gideon schafft es letztendlich, ihn daran zu hindern. Gemeinsam durchqueren sie das Land und haben große Pläne, allen Schwarzen das Lesen und Schreiben beizubringen.

## Besetzung und Synchronisation
| Figur                  | Darsteller          | Deutscher Sprecher     |
| ---------------------- | ------------------- | ---------------------- |
| P. K.                  | Stephen Dorff       | Timmo Niesner          |
| Doc                    | Armin Mueller-Stahl | Armin Mueller-Stahl    |
| Geel Piet              | Morgan Freeman      | Jürgen Kluckert        |
| Schuldirektor St. John | John Gielgud        | Friedrich Schoenfelder |
| Sgt. Botha             | Daniel Craig        | Thomas Petruo          |
| Maria                  | Fay Masterson       |                        |

Die Rolle des P.K. musste mit drei verschiedenen Darstellern besetzt werden, da der Film diese Rolle im Alter von 6, 12 und 18 Jahren zeigt. Beim Casting für die Rolle des 18-jährigen P.K. wurden mehr als 2000 Darsteller getestet, bevor diese Rolle an Stephen Dorff vergeben wurde.

## Rezeption
Der Film fand mehrheitlich keinen Zuspruch in Filmbesprechungen. Der US-amerikanische Aggregator Rotten Tomatoes erfasst mehrheitlich negative Pressekritiken und ordnet den Film als „Vergammelt“ ein. Laut dessen Konkurrent Metacritic fallen die Bewertungen im Mittel „Gemischt oder Durchschnittlich“ aus.
Der Film wurde 1993 von der Political Film Society mit dem Preis für Menschenrechte ausgezeichnet. In der Kategorie Menschenrechte erhielt er eine Nominierung. Im gleichen Jahr war der Film in drei Kategorien, u. a. Best Young Actor Starring in a Motion Picture (Stephen Dorff), für den Young Artist Award nominiert.